# Lindenborg
Lindenborg är en herrgård i Rebild kommun i Himmerland på Jylland i Danmark.
Gården uppfördes ursprungligen 1367, då godset hette Næs. De ursprungliga byggnaderna förstördes 1534 under grevefejden. Nuvarande huvudbyggnad uppfördes 1583-1616 och är till det yttre bevarad till nutid. 
Godset, som är på 4.411 hektar, har sedan 1770-talet varit i släkten Schimmelmanns ägo. Under åren 1571-92 ägdes det av riksrådet Corfitz Tønnesen Viffert. Det fick sitt nuvarande namn av Sophie Amalie Lindenov.

## Fotogalleri

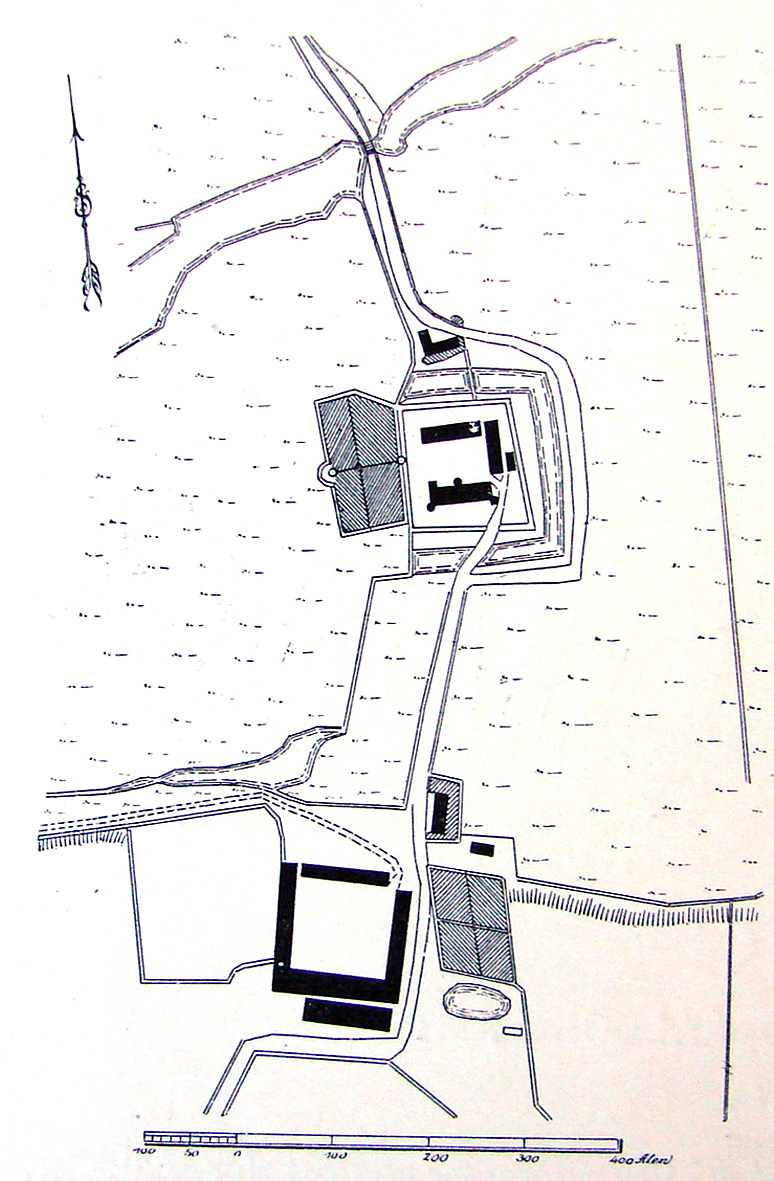
Grundplan över Lindenborg omkring 1800
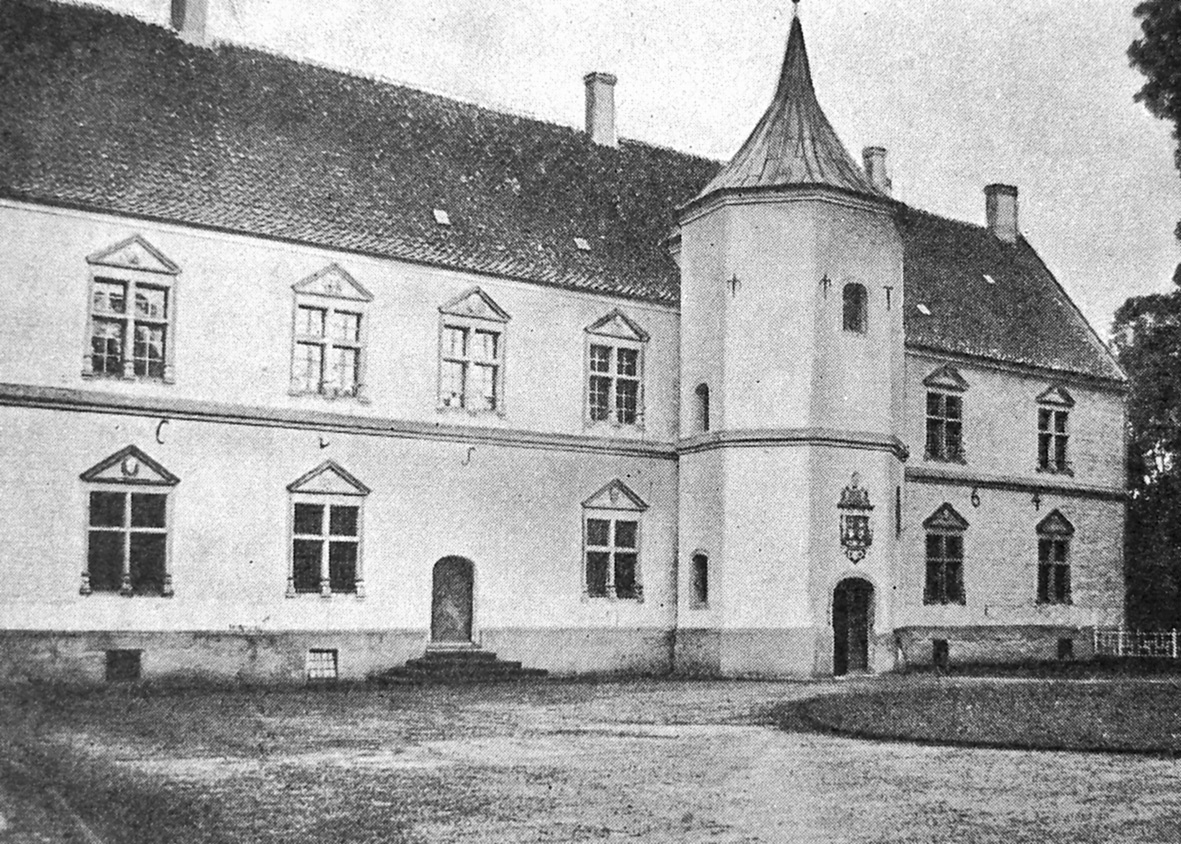
Lindenborg sett från gårdsplanen
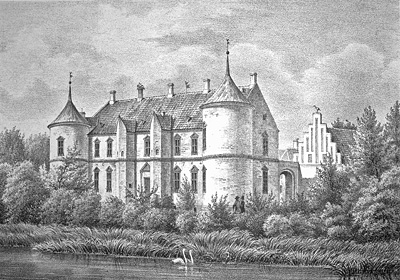
Lindenborg sett från söder, teckning från mitten av 1800-talet
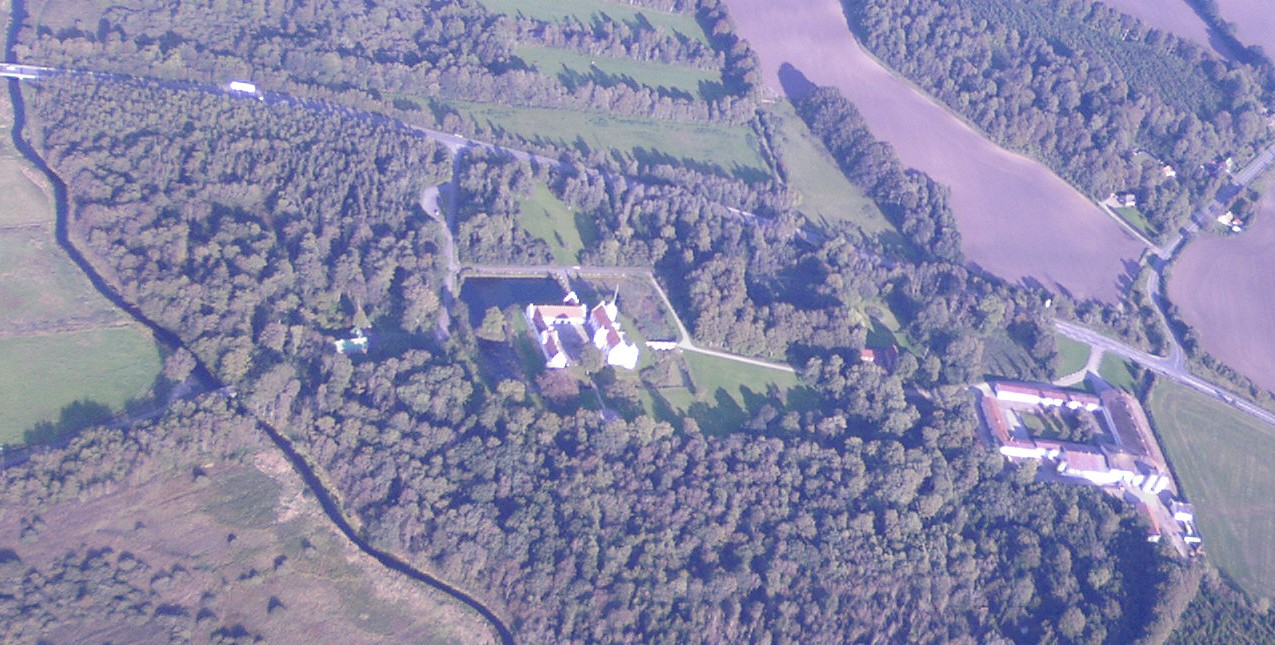
Lindenborg sett från väster